# Colombia F1 2008
El Colombia F1 Futures (Seguros Bolívar Open-Manizales) de 2008 fue un evento de tenis masculino que se organizó en la ciudad de Manizales entre el 21 y 27 de enero de 2008.
Entregó una bolsa de premios de 15.000 dólares.

## Campeones
- Individuales masculinos:  Diego Veronelli derrota a  Diego Álvarez 6-1, 6-2

- Dobles masculinos:  Andre Miele /  Joao Souza derrotan a  Matteo Marray /  Walter Trusendi 6-4, 6-4

## Cabezas de serie
A continuación se detallan los cabeza de serie de cada categoría. Los jugadores marcados en negrita están todavía en competición. Los jugadores que ya no estén en el torneo se enumeran junto con la ronda en la cual fueron eliminados.

### Cabezas de serie (individuales)
| 1. | Daniel Koellerer      | pierde ante | Joao Souza         | Cuartos de final |
| 2. | Andreas Haider-Maurer | pierde ante | Diego Álvarez      | 2.ª ronda        |
| 3. | Michael Quintero      | pierde ante | Alejandro Fabbri   | 1.ª ronda        |
| 4. | Carlos Salamanca      | pierde ante | Diego Veronelli    | 2.ª ronda        |
| 5. | Joao Souza            | pierde ante | Diego Veronelli    | Semifinal        |
| 6. | Víctor Estrella       | pierde ante | Diego Álvarez      | Semifinal        |
| 7. | Rainer Eitzinger      | pierde ante | Alejandro González | 2.ª ronda        |
| 8. | Alexander Satschko    | pierde ante | Peter Polanski     | 2.ª ronda        |

### Cabezas de serie (dobles)
| 1. | Andre Miele Joao Souza                 | derrotan a   | Matteo Marray Walter Trusendi         | Ganadores        |
| 2. | Rainer Eitzinger Andreas Haider-Maurer | pierden ante | Juan Sebastián Cabal Carlos Salamanca | Cuartos de final |
| 3. | Diego Álvarez Juan Pablo Amado         | pierden ante | Alejandro González Michael Quintero   | 1.ª ronda        |
| 4. | Matteo Marray Walter Trusendi          | pierden ante | Andre Miele Joao Souza                | Final            |